# (261) Primno
(261) Prymno és un asteroide pertanyent al cinturó d'asteroides descobert per Christian Heinrich Friedrich Peters des de l'observatori Litchfield de Clinton, Estats Units, el 31 d'octubre de 1886.
Està nomenat per Primno, una deessa menor de la mitologia grega.

## Característiques orbitals
Prymno està situat a una distància mitjana del Sol de 2,331 ua, podent allunyar-se fins a 2,539 ua. Té una inclinació orbital de 3,636° i una excentricitat de 0,08913. Triga 1300 dies a completar una òrbita al voltant del Sol.